# Armonía de los Evangelios

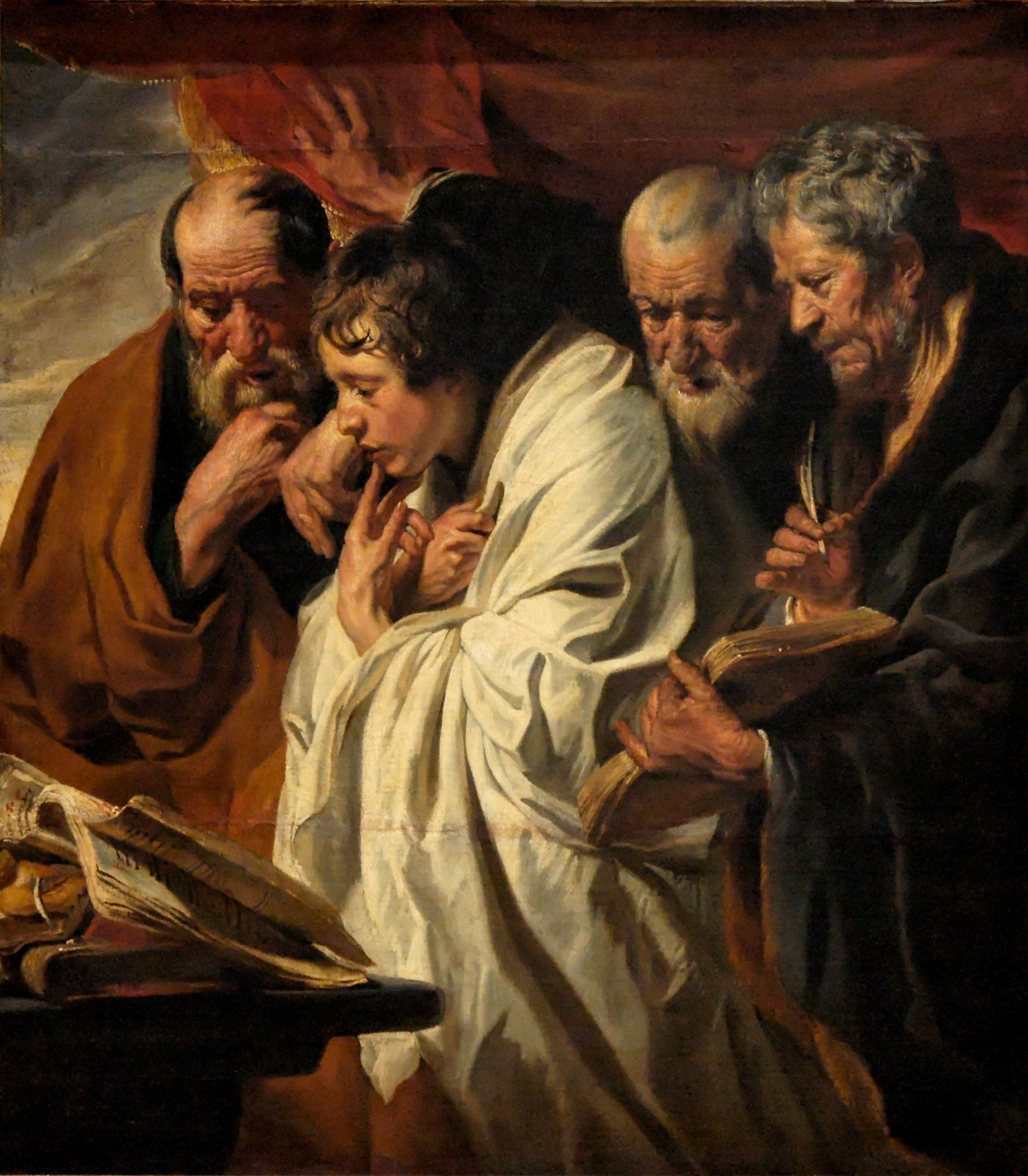
Los Cuatro Evangelistas de Jacob Jordaens, 1625–30, Louvre.

Una armonía de los Evangelios es un intento de compilar los evangelios canónicos cristianos en un único registro. Esto puede adoptar la forma de una sola narrativa, combinada, o un formato de tabla con una columna para cada Evangelio, conocida técnicamente como «sinopsis», aunque la palabra «armonía» es utilizada a menudo para referirse a ambos. Las armonías se construyen para establecer una cronología de los acontecimientos en la vida de Jesús representados en los evangelios canónicos, para entender mejor cómo los relatos se relacionan entre sí, o para establecer los acontecimientos en la vida de Jesús.
La construcción de armonías siempre ha sido favorecida por los eruditos más conservadores. Los estudiantes de la alta crítica, por otro lado, ver las divergencias entre los relatos de los Evangelios como el reflejo de la construcción de las tradiciones de las primeras comunidades cristianas. En la era moderna, los intentos de construir una sola historia en gran medida han sido abandonados en favor de trazar los registros en columnas paralelas para su comparación, para permitir el estudio crítico de las diferencias entre ellos.
La armonía más antigua conocida es el Diatessaron de Taciano en el siglo II, y variaciones basadas en este continuaron apareciendo en la Edad Media. El siglo XVI fue testigo de un aumento importante en la introducción de armonías del Evangelio y la estructura de columnas paralelas se generalizó. En este momento las representaciones visuales también comenzaron a aparecer, representando la vida de Cristo en términos de una «armonía pictórica del Evangelio», y la tendencia continuó en los siglos XIX y XX.

## Generalidades
Una armonía de los Evangelios es un intento de compilar los evangelios canónicos cristianos en un único registro. Estas armonías son construidas y estudiadas por los académicos para establecer una cronología coherente de los eventos descritos en los cuatro evangelios canónicos sobre la vida de Jesús, para comprender mejor cómo los registros se relacionan entre sí, y para evaluar críticamente sus diferencias.
Un planteamiento para la armonización consiste en la fusión de las historias en una sola narrativa, aunque como señala John Barton, es imposible elaborar un registro única de los cuatro Evangelios, sin cambiar los relatos individuales. Este enfoque, casi tan antiguo como los evangelios mismos, en gran medida ha sido abandonado en la era moderna. Otro enfoque es el de la racionalización: tratar de demostrar que las inconsistencias entre los relatos del Evangelio solamente son evidentes, un enfoque que Barton afirma está asociado, en el mundo de habla inglesa al menos, con el fundamentalismo. Un problema importante con la armonización de los Evangelios es que los eventos se describen a menudo en un orden diferente: los evangelios sinópticos, por ejemplo, describen a Jesús volcando mesas en el templo de Jerusalén en la última semana de su vida, mientras que el Evangelio de Juan registra solamente un evento homólogo hacia el comienzo del ministerio de Jesús. Los armonistas deberán elegir entre lo que creen que es correcto o concluir que describen eventos separados.
El teólogo luterano alemán Andreas Osiander, por ejemplo, propone en Harmonia evangelica (1537) que Jesús debió haber sido coronado de espinas dos veces, y que hubo tres episodios separados de purificación del templo. Un problema similar se plantea con el centurión cuyo sirviente es curado a distancia. En el Evangelio de Mateo él viene a Jesús, en la versión de Lucas él envía a ancianos judíos. Ya que estos están describiendo claramente el mismo evento, los armonistas debe decidir cuál es la descripción más precisa.
El punto de vista moderno, basado en el principio ampliamente aceptado que los Evangelios de Mateo y Lucas fueron escritos utilizando el Evangelio de Marcos como fuente, trata de explicar las diferencias entre los textos en los términos de este proceso. Por ejemplo, el Evangelio de Marcos describe a Juan el Bautista predicando el perdón de los pecados, un detalle que es omitido por Mateo, tal vez en la creencia de que el perdón de los pecados era exclusivo de Jesús.
Los términos armonía y sinopsis se han utilizado para referirse a los enfoques que tienen como objetivo lograr la armonía de los Evangelios, aunque son diferentes planteamientos. Técnicamente, una «armonía» entrelaza secciones de la escritura en una narración, fusionando los cuatro Evangelios. Hay cuatro tipos principales de armonías: radical, sintética, secuencial y paralela. Una «sinopsis», al igual que una armonía en paralelo, se centra en los eventos clave y reúne textos o registros similares en formato paralelo, por lo general en columnas. Las armonías pueden tener también una forma visual y ser compuestas para crear narrativas para fines artísticos, como en la creación de composiciones de imágenes que representan la vida de Cristo.
Para ilustrar el concepto de la armonía en paralelo, se muestra aquí un ejemplo sencillo de una «sinopsis de fragmentos», que consta de solo cuatro episodios de la pasión. Una armonía en paralelo más completa aparece en una sección posterior.
| Evento                 | Mateo          | Marcos          | Lucas              | Juan             |
| ---------------------- | -------------- | --------------- | ------------------ | ---------------- |
| Jesús ante el Sanedrín | Mateo 26:57-67 | Marcos 14:53-65 | Lucas 22:66-71     | Juan 19:2–5      |
| Jesús ante Pilato      | Mateo 27:11–26 | Marcos 15:1-15  | Lucas 23:1-7,13-24 | Juan 18:26-19:16 |
| Llevando la cruz       | Mateo 27:27–33 | Marcos 15:20–22 | Lucas 23:26–32     | Juan 19:16–17    |
| Crucifixión de Jesús   | Mateo 27:34–61 | Marcos 15:23–47 | Lucas 23:33–54     | Juan 19:18–38    |

A diferencia del ejemplo anterior, un enfoque textual a la armonía no utiliza tablas y columnas, sino que combina los versos en los evangelios en una narrativa fusionada, produciendo un texto más largo que cualquier Evangelio individual.
Las registros de los Evangelios muestran una gran similitud global, pero el proceso académico para la construcción de una armonía detallada es complicado por cuestiones de texto o el carácter único del material en cada de los Evangelios. Las cuestiones específicas, a veces, se resisten a la destilación en una única cronología armonizada, como atestigua la variedad de lecturas que aparecen en múltiples esfuerzos de armonías. Un ejemplo consiste en determinar si Jesús maldijo la higuera antes o después de la limpieza del templo. Sin embargo, la construcción de las armonías sigue siendo un elemento importante de los estudios bíblicos y para obtener una mejor comprensión de los relatos evangélicos de la vida de Jesús.

## La Iglesia primitiva y la Edad Media
El influyente Diatessaron de Taciano, datado alrededor del año 160, fue quizás la primera armonía. El Diatessaron redujo el número de versos en los cuatro evangelios de 3.780 a 2.769, sin perder ningún acontecimiento de las enseñanzas en la vida de Jesús de cualquiera de los evangelios. Algunos estudiosos creen Taciano puede haber recurrido a uno o varios evangelios no canónicos. También se cree que el Evangelio de los ebionitas, compuesto casi al mismo tiempo, habría sido una armonía de los Evangelios.
Las variaciones en función del Diatessaron continuaron apareciendo en la Edad Media, por ejemplo, el Codex Sangallensis (basado en el Codex Fuldensis, del siglo VI) data del año 830, y tiene una columna en latín basada en la Vulgata y otra columna en alto alemán antiguo que a menudo se asemeja al Diatessaron, a pesar de los errores que aparecen frecuentemente dentro de ella. La armonía de Lieja en el dialecto limburgiano (ítem 437 en la biblioteca de la Universidad de Lieja) es una fuente clave del Diatessaron occidental y está fechado en el año 1280, aunque fue publicado mucho más tarde. Las dos recensiones existentes del Diatessaron en italiano medieval son un manuscrito veneciano del siglo XIII-XIV y 26 manuscritos toscanos del siglo XIV-XV.
En el siglo III, Amonio de Alejandría creó al precursor del sistema de sinopsis moderno (quizás basándose en el Diatessaron): las Secciones Amonianas, empezando con el texto de Mateo y ampliándolo a lo largo de los eventos paralelos. No hay copias existentes de la armonía de Amonio, y solo se conoce a partir de una sola referencia en la carta de Eusebio a Carpiano. En la carta, Eusebio también habla de su propio enfoque: los Cánones de Eusebio, en los que el texto de los evangelios es mostrado en paralelo para ayudar a la comparación entre los cuatro evangelios.
En el siglo V, Agustín de Hipona escribió extensamente sobre el tema en su libro De consensu evangeliorum [Armonía de los Evangelios]. Agustín considera las variaciones en los registros del Evangelio en términos de los diferentes enfoques de los autores sobre Jesús: Mateo, sobre su majestad; Marcos, su humanidad; Lucas, su sacerdocio; y Juan, en su divinidad.
La obra Unum ex quatuor [Uno desde cuatro] de Clemente de Llanthony fue considerada una mejora respecto a los cánones anteriores en el tiempo, aunque a veces los eruditos modernos opinan que ningún avance importante más allá de Agustín surgió sobre el tema hasta el siglo XV. A lo largo de la Edad Media, las armonías basadas en los principios de la Diatessaron continuaron apareciendo, por ejemplo, la armonía de Lieja por Plooij en holandés medieval, y la armonía de Pepys en inglés medieval. La armonía de Pepys (Magdalene College, Cambridge, ítem Pepys 2498) data de 1400 y su nombre deriva de haber sido propiedad de Samuel Pepys.

## Una presentación de la armonía en paralelo
La tabla siguiente es un ejemplo de una armonía en paralelo, sobre la base de la lista de los episodios clave en los Evangelios canónicos. El orden de los acontecimientos, especialmente durante el período de ministerio, ha sido objeto de especulación y debate académico. Si bien esta armonía compara el trabajo de varios investigadores, otras armonías pueden diferir sustancialmente en la colocación de algunos eventos. La estructura de los episodios dentro de la tabla se basa en Una Armonía de los Evangelios en Griego [A Harmony of the Gospels in Greek] de Edward Robinson, así como en Armonía de los Evangelios [Harmony of the Gospels] de Steven L. Cox y Kendell H Easley.
|     | Evento                                    | Tipo                         | Mateo          | Marcos                    | Lucas               | Juan             |
| --- | ----------------------------------------- | ---------------------------- | -------------- | ------------------------- | ------------------- | ---------------- |
| 1   | Preexistencia de Cristo                   | misceláneo                   |                |                           |                     | Juan 1:1–18      |
| 2   | Genealogía de Jesús                       | natividad                    | Mateo 1:1–17   |                           | Lucas 3:23–38       |                  |
| 3   | Natividad de San Juan Bautista            | natividad                    |                |                           | Lucas 1:5–25        |                  |
| 4   | Anunciación                               | natividad                    |                |                           | Lucas 1:26–38       |                  |
| 5   | Visitación de María                       | natividad                    |                |                           | Lucas 1:39–56       |                  |
| 6   | Nacimiento de Jesús                       | natividad                    | Mateo 1:18–25  |                           | Lucas 2:1–7         |                  |
| 7   | Anunciación a los pastores                | natividad                    |                |                           | Lucas 2:8–15        |                  |
| 8   | Adoración de los pastores                 | natividad                    |                |                           | Lucas 2:16–20       |                  |
| 9   | Circuncisión de Jesús                     | natividad                    |                |                           | Lucas 2:21          |                  |
| 10  | Presentación de Jesús en el Templo        | natividad                    |                |                           | Lucas 2:22–38       |                  |
| 11  | Estrella de Belén                         | natividad                    | Mateo 2:1–2    |                           |                     |                  |
| 12  | Adoración de los Reyes Magos              | natividad                    | Mateo 2:3–12   |                           |                     |                  |
| 13  | Huida a Egipto                            | natividad                    | Mateo 2:13–15  |                           |                     |                  |
| 14  | Matanza de los Inocentes                  | natividad                    | Mateo 2:16–18  |                           |                     |                  |
| 15  | Muerte de Herodes el Grande               | misceláneo                   | Mateo 2:19–20  |                           |                     |                  |
| 16  | Vuelta de Egipto                          | juventud                     | Mateo 2:19-23  |                           | Lucas 2:39–39,51-52 |                  |
| 17  | Jesús entre los doctores                  | juventud                     |                |                           | Lucas 2:41–51       |                  |
| 18  | Juan el Bautista                          | misceláneo                   |                | Marcos 1:1–8              |                     |                  |
| 19  | Ministerio de Juan el Bautista            | misceláneo                   | Mateo 3:1–12   |                           |                     | Juan 1:19–34     |
| 20  | Bautismo de Jesús                         | misceláneo                   | Mateo 3:13–17  | Marcos 1:9–11             | Lucas 3:21–22       | Juan 1:29–39     |
| 21  | Tentación de Jesús                        | misceláneo                   | Mateo 4:1–11   | Marcos 1:12–13            | Lucas 4:1–13        |                  |
| 22  | Bodas de Caná                             | milagro                      |                |                           |                     | Juan 2:1–11      |
| 24  | Jesús y Nicodemo                          | ministerio                   |                |                           |                     | Juan 3:1–21      |
| 25  | Vuelta de Jesús a Galilea                 | ministerio                   | Mateo 4:12–12  | Marcos 1:14–14            |                     | Juan 4:1–3       |
| 26  | Jesús en la sinagoga de Cafarnaún         | milagro                      |                | Marcos 1:21–28            | Lucas 4:31–37       |                  |
| 27  | La semilla que crece                      | parábola                     |                | Marcos 4:26–29            |                     |                  |
| 28  | Jesús rechazado en Nazaret                | ministerio                   | Mateo 13:53–58 | Marcos 6:1–6              | Lucas 4:16–30       |                  |
| 29  | Primeros discípulos de Jesús              | ministerio                   | Mateo 4:18–22  | Marcos 1:16–20            |                     | Juan 1:35–51     |
| 30  | La pesca milagrosa                        | milagro                      |                |                           | Lucas 5:1–11        |                  |
| 31  | Bienaventuranzas                          | sermón                       | Mateo 5:2–12   |                           | Lucas 6:20–23       |                  |
| 32  | El joven de Naín                          | milagro                      |                |                           | Lucas 7:11–17       |                  |
| 33  | Los dos deudores                          | parábola                     |                |                           | Lucas 7:41–43       |                  |
| 34  | La lámpara debajo de un almud             | parábola                     | Mateo 5:14–15  | Marcos 4:21–25            | Lucas 8:16–18       |                  |
| 35  | Exposición de la Ley                      | sermón                       | Mateo 5:17–48  |                           | Lucas 6:29–42       |                  |
| 36  | Setenta Discípulos                        | ministerio                   |                |                           | Lucas 10:1–24       |                  |
| 37  | Discurso sobre la ostentación             | sermón                       | Mateo 6:1–18   |                           |                     |                  |
| 38  | Parábola del buen samaritano              | parábola                     |                |                           | Lucas 10:30–37      |                  |
| 39  | Jesús en casa de Marta y María            | ministerio                   |                |                           | Lucas 10:38–42      |                  |
| 40  | Padre nuestro                             | ministerio                   | Mateo 6:9–13   |                           | Lucas 11:2–4        |                  |
| 41  | El amigo inoportuno                       | parábola                     |                |                           | Lucas 11:5–8        |                  |
| 42  | El rico insensato                         | parábola                     |                |                           | Lucas 12:16–21      |                  |
| 43  | La mujer samaritana en el pozo            | ministerio                   |                |                           |                     | Juan 4:4–26      |
| 44  | Los lirios del campo                      | ministerio                   | Mateo 6:25–34  |                           | Lucas 12:22–34      |                  |
| 45  | El juzgar a los demás                     | sermón                       | Mateo 7:1–5    |                           | Lucas 6:41–42       |                  |
| 46  | Discurso sobre la santidad                | sermón                       | Mateo 7:13–27  |                           |                     |                  |
| 47  | El árbol y sus frutos                     | sermón                       | Mateo 7:15–20  |                           |                     |                  |
| 48  | La casa edificada sobre roca              | parábola                     | Mateo 7:24–27  |                           | Lucas 6:46–49       |                  |
| 49  | Limpieza a un leproso                     | milagro                      | Mateo 8:1–4    | Marcos 1:40–45            | Lucas 5:12–16       |                  |
| 50  | El sirviente del centurión                | milagro                      | Mateo 8:5–13   |                           | Lucas 7:1–10        | Juan 4:46–54     |
| 51  | Curación de la suegra de Pedro            | milagro                      | Mateo 8:14–17  | Marcos 1:29–34            | Lucas 4:38–41       |                  |
| 52  | Exorcizando al atardecer                  | milagro                      | Mateo 8:16–17  | Marcos 1:32–34            | Lucas 4:40–41       |                  |
| 53  | La tempestad calmada                      | milagro                      | Mateo 8:23–27  | Marcos 4:35–41            | Lucas 8:22–25       |                  |
| 54  | El endemoniado de Gerasa                  | milagro                      | Mateo 8:28–34  | Marcos 5:1–20             | Lucas 8:26–39       |                  |
| 55  | El paralítico en Cafarnaúm                | milagro                      | Mateo 9:1–8    | Marcos 2:1–12             | Lucas 5:17–26       |                  |
| 56  | Vocación de Mateo                         | ministerio                   | Mateo 9:9      | Marcos 2:13–14            | Lucas 5:27–28       |                  |
| 57  | Vino nuevo en odres viejos                | parábola                     | Mateo 9:17–17  | Marcos 2:22               | Lucas 5:37–39       |                  |
| 58  | La hija de Jairo                          | milagro                      | Mateo 9:18–26  | Marcos 5:21–43            | Lucas 8:40–56       |                  |
| 59  | La mujer con flujo de sangre              | milagro                      | Mateo 9:20–22  | Marcos 5:24–34            | Lucas 8:43–48       |                  |
| 60  | Los dos ciegos en Galilea                 | milagro                      | Mateo 9:27–31  |                           |                     |                  |
| 61  | Exorcizando un mudo                       | milagro                      | Mateo 9:32–34  |                           |                     |                  |
| 62  | Comisión de los Doce Apóstoles            | ministerio                   | Mateo 10:2–4   | Marcos 3:13–19            | Lucas 6:12–16       |                  |
| 63  | Sino la espada                            | ministerio                   | Mateo 10:34–36 |                           |                     |                  |
| 64  | Los mensajeros de Juan el Bautista        | ministerio                   | Mateo 11:2–6   |                           | Lucas 7:18–23       |                  |
| 65  | El paralítico de Betesda                  | milagro                      |                |                           |                     | Juan 5:1–18      |
| 66  | Señor del sábado                          | ministerio                   | Mateo 12:1–8   | Marcos 2:23–28            |                     |                  |
| 67  | El hombre con la mano seca                | milagro                      | Mateo 12:9–13  | Marcos 3:1–6              | Lucas 6:6–11        |                  |
| 68  | La Oración del Señor                      | ministerio                   | Mateo 6:9–13   |                           | Lucas 11:2–4        |                  |
| 69  | Exorcizando a un ciego y a un mudo        | milagro                      | Mateo 12:22–28 | Marcos 3:20–30            | Lucas 11:14–23      |                  |
| 70  | Parábola del hombre fuerte                | parábola                     | Mateo 12:29    | Marcos 3:27               | Lucas 11:21–22      |                  |
| 71  | Pecado eterno                             | ministerio                   | Mateo 12:30–32 | Marcos 3:28–29            | Lucas 12:8–10       |                  |
| 72  | Familiares verdaderos de Jesús            | ministerio                   | Mateo 12:46–50 | Marcos 3:31–35            | Lucas 8:19–21       |                  |
| 73  | Parábola del sembrador                    | parábola                     | Mateo 13:3–9   | Marcos 4:3–9              | Lucas 8:5–8         |                  |
| 74  | Las aves del cielo                        | ministerio                   |                |                           | Lucas 12:22–34      |                  |
| 75  | La cizaña                                 | parábola                     | Mateo 13:24–30 |                           |                     |                  |
| 76  | La higuera estéril                        | parábola                     |                |                           | Lucas 13:6–9        |                  |
| 77  | La mujer enferma                          | milagro                      |                |                           | Lucas 13:10–17      |                  |
| 78  | Parábola de la semilla de mostaza         | parábola                     | Mateo 13:31–32 | Marcos 4:30–32            | Lucas 13:18–19      |                  |
| 79  | La levadura                               | parábola                     | Mateo 13:33–33 |                           | Lucas 13:20–21      |                  |
| 80  | Parábola de la perla                      | parábola                     | Mateo 13:44–46 |                           |                     |                  |
| 81  | La red                                    | parábola                     | Mateo 13:47–50 |                           |                     |                  |
| 82  | El tesoro escondido                       | parábola                     | Mateo 13:52–52 |                           |                     |                  |
| 83  | Rechazo de Jesús                          | ministerio                   | Mateo 13:53–58 | Marcos 6:1–6              | Lucas 4:16–30       |                  |
| 84  | Decapitación de Juan el Bautista          | ministerio                   | Mateo 14:6–12  | Marcos 6:21–29            |                     |                  |
| 85  | Multiplicación de los panes y los peces   | milagro                      | Mateo 14:13–21 | Marcos 6:31–44            | Lucas 9:10–17       | Juan 6:5–15      |
| 86  | Jesús camina sobre las aguas              | milagro                      | Mateo 14:22–33 | Marcos 6:45–52            |                     | Juan 6:16–21     |
| 87  | Sanación en la tierra de Genesaret        | milagro                      | Mateo 14:34–36 | Marcos 6:53–56            |                     |                  |
| 88  | Discurso sobre la impureza                | sermón                       | Mateo 15:1–11  | Marcos 7:1–23             |                     |                  |
| 89  | La hija de la mujer cananea               | milagro                      | Mateo 15:21–28 | Marcos 7:24–30            |                     |                  |
| 90  | El sordomudo de la Decápolis              | milagro                      |                | Marcos 7:31–37            |                     |                  |
| 91  | Alimentación de los 4000                  | milagro                      | Mateo 15:32–39 | Marcos 8:1–9              |                     |                  |
| 92  | El ciego de Betsaida                      | milagro                      |                | Marcos 8:22–26            |                     |                  |
| 93  | Confesión de Pedro                        | ministerio                   | Mateo 16:13–20 | Marcos 8:27–30            | Lucas 9:18–21       |                  |
| 94  | Transfiguración de Jesús                  | milagro                      | Mateo 17:1–13  | Marcos 9:2–13             | Lucas 9:28–36       |                  |
| 95  | Un niño poseído por un demonio            | milagro                      | Mateo 17:14–21 | Marcos 9:14–29            | Lucas 9:37–49       |                  |
| 96  | Moneda en la boca del pez                 | milagro                      | Mateo 17:24–27 |                           |                     |                  |
| 97  | Discurso del Pan de Vida                  | sermón                       |                |                           |                     | Juan 6:22–59     |
| 98  | Los niños pequeños                        | ministerio                   | Mateo 18:1–6   | Marcos 9:33–37            | Lucas 9:46–48       |                  |
| 99  | Un hombre con hidropesía                  | milagro                      |                |                           | Lucas 14:1–6        |                  |
| 100 | El costo de seguir a Jesús                | parábola                     |                |                           | Lucas 14:25–33      |                  |
| 101 | La oveja perdida                          | parábola                     | Mateo 18:10–14 |                           | Lucas 15:4–6        |                  |
| 102 | El siervo que no perdonó                  | parábola                     | Mateo 18:23–35 |                           |                     |                  |
| 103 | Los niños pequeños                        | ministerio                   | Mateo 18:1–6   | Marcos 9:33–37            | Lucas 9:46–48       |                  |
| 104 | La moneda perdida                         | parábola                     |                |                           | Lucas 15:8–9        |                  |
| 105 | Parábola del hijo pródigo                 | parábola                     |                |                           | Lucas 15:11–32      |                  |
| 106 | El mayordomo desleal                      | parábola                     |                |                           | Lucas 16:1–13       |                  |
| 107 | Lázaro y el rico epulón                   | parábola                     |                |                           | Lucas 16:19–31      |                  |
| 108 | El maestro y el siervo                    | parábola                     |                |                           | Lucas 17:7–10       |                  |
| 109 | Curación de diez leprosos                 | milagro                      |                |                           | Lucas 17:11–19      |                  |
| 110 | El juez injusto y la viuda importuna      | parábola                     |                |                           | Lucas 18:1–9        |                  |
| 111 | El fariseo y el publicano                 | parábola                     |                |                           | Lucas 18:10–14      |                  |
| 112 | Jesús y el joven rico                     | ministerio                   | Mateo 19:16–30 | Marcos 10:17–31           | Lucas 18:18–30      |                  |
| 113 | Jesús y la mujer sorprendida en adulterio | ministerio                   |                |                           |                     | Juan 8:2–11      |
| 114 | Los obreros de la viña                    | parábola                     | Mateo 20:1–16  |                           |                     |                  |
| 115 | Jesús predice su muerte                   | ministerio                   | Mateo 20:17–19 | Marcos 8:31,9:31,10:32–34 | Lucas 18:31–34      |                  |
| 116 | Curación del ciego de nacimiento          | milagro                      |                |                           |                     | Juan 9:1–12      |
| 117 | El Hijo del Hombre vino a servir          | ministerio                   | Mateo 20:20–28 | Marcos 10:35–45           |                     |                  |
| 118 | El Buen Pastor                            | ministerio                   |                |                           |                     | Juan 10:1–21     |
| 119 | El ciego de Jericó                        | milagro                      | Mateo 20:29–34 | Marcos 10:46–52           | Lucas 18:35–43      |                  |
| 120 | La resurrección de Lázaro                 | milagro                      |                |                           |                     | Juan 11:1–44     |
| 121 | Jesús y Zaqueo                            | ministerio                   |                |                           | Lucas 19:2–28       |                  |
| 122 | Domingo de Ramos                          | ministerio                   | Mateo 21:1–11  | Marcos 11:1–11            | Lucas 19:29–44      | Juan 12:12–19    |
| 123 | Purificación del Templo                   | ministerio                   | Mateo 21:12–13 | Marcos 11:15–18           | Lucas 19:45–48      | Juan 2:13–25     |
| 124 | Maldición de la higuera                   | milagro                      | Mateo 21:18–22 | Marcos 11:12–14           |                     |                  |
| 125 | La autoridad de Jesús cuestionada         | ministerio                   | Mateo 21:23–27 | Marcos 11:27–33           | Lucas 20:1–8        |                  |
| 126 | Los dos hijos                             | parábola                     | Mateo 21:28–32 |                           |                     |                  |
| 127 | Los labradores homicidas                  | parábola                     | Mateo 21:33–41 | Marcos 12:1–9             | Lucas 20:9–16       |                  |
| 128 | El banquete nupcial                       | parábola                     | Mateo 22:1–14  |                           | Lucas 14:16–24      |                  |
| 129 | Dad al César...                           | ministerio                   | Mateo 22:15–22 | Marcos 12:13–17           | Lucas 20:20–26      |                  |
| 130 | Críticas a los fariseos                   | ministerio                   | Mateo 23:1–39  | Marcos 12:35–37           | Lucas 20:45–47      |                  |
| 131 | La ofrenda de la viuda                    | sermón                       |                | Marcos 12:41–44           | Lucas 21:1-4        |                  |
| 132 | Discurso de los Olivos                    | ministerio                   | Mateo 24:1–31  | Marcos 13:1–27            | Lucas 21:5–36       |                  |
| 133 | La higuera florece                        | parábola                     | Mateo 24:32–35 | Marcos 13:28–31           | Lucas 21:29–33      |                  |
| 134 | El siervo fiel                            | parábola                     | Mateo 24:42–51 | Marcos 13:34–37           | Lucas 12:35–48      |                  |
| 135 | Las diez vírgenes                         | parábola                     | Mateo 25:1–13  |                           |                     |                  |
| 136 | Los talentos                              | parábola                     | Mateo 25:14–30 |                           | Lucas 19:12–27      |                  |
| 137 | Juicio final (las ovejas y las cabras)    | parábola                     | Mateo 25:31–46 |                           |                     |                  |
| 138 | La Unción de Jesús                        | ministerio                   | Mateo 26:1–13  | Marcos 14:3-9             | Lucas 7:36–50       | Juan 12:2-8      |
| 139 | La Traición de Judas                      | misceláneo                   | Mateo 26:14–16 | Marcos 14:10–11           | Lucas 22:1-6        |                  |
| 140 | El Grano de Trigo                         | ministerio                   |                |                           |                     | Juan 12:24–26    |
| 141 | La Última Cena                            | ministerio                   | Mateo 26:26–29 | Marcos 14:18–21           | Lucas 22:17–20      | Juan 13:1–31     |
| 142 | La promesa del Paráclito                  | ministerio                   |                |                           |                     | Juan 16:5–15     |
| 143 | Getsemaní                                 | misceláneo                   | Mateo 26:36–46 | Marcos 14:32–42           | Lucas 22:39–46      |                  |
| 144 | El beso de Judas                          | pasión                       | Mateo 26:47–49 | Marcos 14:43–45           | Lucas 22:47–48      | Juan 18:2-9      |
| 145 | Curando la oreja de un criado             | milagro                      |                |                           | Lucas 22:49–51      |                  |
| 146 | Arresto de Jesús                          | pasión                       | Mateo 26:50–56 | Marcos 14:46–49           | Lucas 22:52–54      | Juan 18:10–12    |
| 147 | Juicio de Jesús en el Sanedrín            | pasión                       | Mateo 26:57–68 | Marcos 14:53–65           | Lucas 22:63–71      | Juan 18:12–24    |
| 148 | Jesús ante Pilato                         | pasión                       | Mateo 27:11–26 | Marcos 15:1-15            | Lucas 23:1-7,13-24  | Juan 18:26-19:16 |
| 149 | Llevando la cruz                          | pasión                       | Mateo 27:27–33 | Marcos 15:20–22           | Lucas 23:26–32      | Juan 19:16–17    |
| 150 | Crucifixión de Jesús                      | pasión                       | Mateo 27:34–61 | Marcos 15:23–47           | Lucas 23:33–54      | Juan 19:18–38    |
| 151 | Miróforas                                 | aparición de la resurrección | Mateo 28:1     | Marcos 16:1               | Lucas 24:1          |                  |
| 152 | Tumba vacía                               | aparición de la resurrección | Mateo 28:2-8   | Marcos 16:2-8             | Lucas 24:2–12       | Juan 20:1–13     |
| 153 | Resurrección de Jesús                     | aparición de la resurrección | Mateo 28:9–10  | Marcos 16:9-13            | Lucas 24:1-8        | Juan 20:14–16    |
| 154 | Noli me tangere                           | aparición de la resurrección |                |                           |                     | Juan 20:17–17    |
| 155 | Aparición en el camino de Emaús           | aparición de la resurrección |                |                           | Lucas 24:13–32      |                  |
| 156 | Jesús resucitado aparece a sus apóstoles  | aparición de la resurrección |                |                           | Lucas 24:36–43      | Juan 20:19–20    |
| 157 | Gran Comisión                             | aparición de la resurrección | Mateo 28:16–20 | Marcos 16:14-18           | Lucas 24:44–49      | Juan 20:21–23    |
| 158 | Incredulidad de Tomás                     | aparición de la resurrección |                |                           |                     | Juan 20:24–29    |
| 159 | Pesca de 153 peces                        | milagro                      |                |                           |                     | Juan 21:1–24     |
| 160 | Ascensión de Jesús                        | aparición de la resurrección |                | Marcos 16:19              | Lucas 24:50–53      |                  |
| 161 | Dispersión de los Apóstoles               | misceláneo                   |                | Marcos 16:20              |                     |                  |